# イオンタウン各務原鵜沼

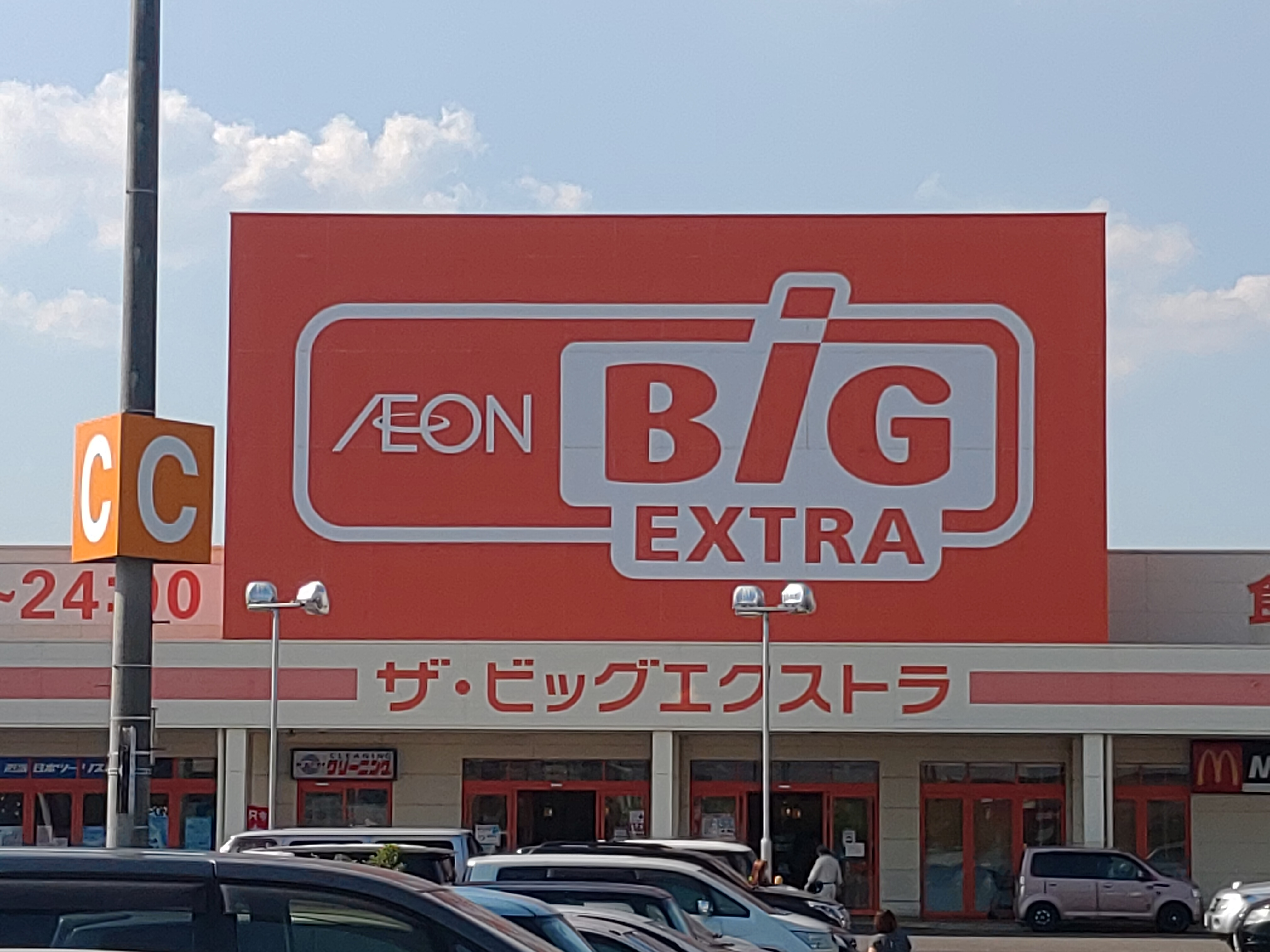
ザ・ビックエクストラの看板

イオンタウン各務原鵜沼（イオンタウンかかみがはらうぬま）は、岐阜県各務原市鵜沼西町にあるイオン系列のイオンタウン。
ザ・ビックエクストラ各務原鵜沼を中核店舗として、2019年（令和元年）11月22日にオープンした。

## アクセス
- 鉄道：名鉄各務原線 鵜沼宿駅下車、徒歩で約3分。
- 自家用車：国道21号 鵜沼西交差点を南進50m。
- バス：岐阜バス 各務原東部線「鵜沼宿駅」バス停下車、徒歩で約1分。